# Штейгер, Сергей Эдуардович
Барон Серге́й Эдуа́рдович Ште́йгер (11 ноября 1868 — 1937, Швейцария) — русский офицер и общественный деятель, член IV Государственной думы от Киевской губернии.

## Биография
Реформатского вероисповедания. Из потомственных дворян Херсонской и Киевской губерний. 
Родился в семье действительного статского советника города Одессы барона Эдуарда (Августа Эдуарда) Рудольфовича фон Штейгера (1819–1879), который состоял на службе в Морском министерстве (директор русской пароходной компании на Черном море) и француженки Филомены Адель Дюран (1838–1924).
Землевладелец Каневского уезда (550 десятин).
Окончил Ришельевскую гимназию в Одессе и Елисаветградское кавалерийское училище (1888).
Служил офицером во 2-м лейб-гусарском Павлоградском и 14-м гусарском Митавском полках. В 1891—1901 годах состоял адъютантом при командующем войсками Одесского военного округа графе А. И. Мусине-Пушкине.
В 1901 году вышел в отставку в чине подполковника кавалерии и поселился в своем имении Каневского уезда. Занялся сельским хозяйством и общественной деятельностью. Избирался Каневским уездным предводителем дворянства (с 1907) и председателем Каневской уездной земской управы (с 1911), состоял почетным мировым судьей Каневского судебного округа. Дослужился до чина коллежского советника.
В 1912 году был избран членом Государственной думы от Киевской губернии. Входил во фракцию русских националистов и умеренно-правых (ФНУП), после её раскола в августе 1915 — в группу сторонников П. Н. Балашова. Состоял докладчиком комиссии по военным и морским делам, а также членом комиссий: по военным и морским делам, о праздновании 300-летия дома Романовых, по народному образованию, о народном здравии и о путях сообщения.
В годы Первой мировой войны занимался помощью раненым и больным воинам. Состоял уполномоченным: Российского общества Красного Креста в Каневском уезде, Комитета великой княгини Марии Павловны, Киевского губернского земства во Всероссийском Земском союзе.
После Октябрьской революции переехал в Одессу, в 1920 году эвакуировался с семьей в Константинополь. В Константинополе, чтобы прокормить семью, работал носильщиком. Переехал в Чехословакию, работал при русской гимназии в Моравской Тшебове. С 1931 года жил в Швейцарии, в Берне. Скончался в 1937 году.

## Семья
Братья:
- Анатолий  (1862—1915). Его жена — Софья Николаевна, урожд. Чихачева, дочь управляющего морским министерством Н.М.Чихачева.
- Николай (1865—1941, Бухарест). Его жена — Елизавета Сергеевна Штейгер (1867–1945, Бухарест), урождённая графиня Толстая, дочь С.И.Толстого, фрейлина. Их дочь —  Тамара Николаевна фон Штейгер (в замуж. Мириманова; 1908—1989) жила в США. Сын Николая Эдуардовича и Елизаветы Сергеевны — Владимир Николаевич Штейгер в 1950 году погиб в тюрьме, арестованный коммунистическими властями Румынии.
- Эдуард. Его дочери:  Ариадна (род. 1890, в замуж. Сафонова[2]); Нина (1897–1934, Париж), в замуж. Давыдова[3]

1-й брак — Мария Викторовна Штейгер (урожд. Скаржинская; 1870—?), внучка В.П.Скаржинского
- Сын — Борис (1892—1937), сотрудник Наркомпроса и ОГПУ. Расстрелян
- Дочь — Людмила (1893—12.07.1895)

2-й брак — Анна Петровна Штейгер (урожд. Михайлова; 1882–1967, Берн)
- Сыновья: Сергей и Анатолий (1907—1944), поэт первой волны эмиграции
- Дочери: Алла (1909—1987), была поэтессой и первой женой художника Александра Сергеевича Головина (1904—1968), Елизавета, в замуж. Головина (1912–1974)
  - Внук — Головин, Сергей Александрович[англ.] (1930—2006) — швейцарский фольклорист и музыкант.